# Diócesis de Cruz del Eje
La diócesis de Cruz del Eje (en latín: Dioecesis Crucis Axeatae) es una circunscripción eclesiástica de la Iglesia católica en Argentina. Se trata de una diócesis latina, sufragánea de la arquidiócesis de Córdoba. Desde el 2 de agosto de 2017 su obispo es Hugo Ricardo Araya.

## Territorio y organización

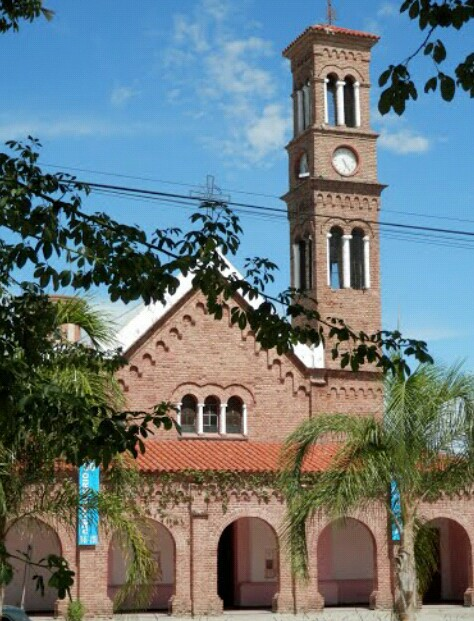
Excatedral de Nuestra Señora del Valle

La diócesis tiene 22 242 km² y extiende su jurisdicción sobre los fieles católicos de rito latino residentes en la provincia de Córdoba en los departamentos de: Cruz del Eje, Minas, Pocho, San Alberto, San Javier y la parte septentrional del departamento Punilla.
La sede de la diócesis se encuentra en la ciudad de Cruz del Eje, en donde se halla la Catedral de Nuestra Señora del Carmen y la excatedral de Nuestra Señora del Valle. En Villa Dolores se encuentra la basílica menor de Nuestra Señora de los Dolores.
En 2021 en la diócesis existían 13 parroquias:
- Nuestra Señora del Carmen, en La Cumbre
- San Antonio de Padua, en Capilla del Monte
- Nuestra Señora del Carmen, en Cruz del Eje (Catedral)
- Nuestra Señora del Valle, Cruz del Eje
- Santa Rosa de Lima, en Cruz del Eje
- Nuestra Señora de Lourdes y San Nicolás de Bari, en Cruz del Eje
- Inmaculada Concepción de María, en San Carlos Minas
- El Salvador, en Serrezuela
- Santuario San Roque, en Villa de Soto
- Nuestra Señora del Rosario, en Salsacate
- Santuario Nuestra Señora del Tránsito, en Villa Cura Brochero
- Nuestra Señora del Perpetuo Socorro, en Mina Clavero
- Jesús Misericordioso, en Villa de Las Rosas
- San Francisco Javier, en San Javier
- Nuestra Señora de los Dolores, en Villa Dolores
- Nuestra Señora de Schonstatt, en Villa Dolores
- San Juan Pablo II, en Villa Dolores
- San José, en San José
- San Roque, en Villa Sarmiento
- San Pedro Apóstol, en San Pedro

La diócesis cuenta con el seminario menor San José y centro vocacional Santo Cura Brochero.

## Historia
La diócesis fue erigida el 12 de agosto de 1963 con la bula Ecclesia Christi del papa Pablo VI, obteniendo el territorio de la arquidiócesis de Córdoba.
El 12 de octubre de 1964 el papa Pablo VI con el breve Quoniam decet declaró a la Santísima Virgen María del Monte Carmelo (Nuestra Señora del Carmen) como patrona principal de la diócesis.
El 25 de junio de 1980 cedió una parte de su territorio para la erección de la prelatura territorial de Deán Funes mediante la bula Cum Episcopus del papa Juan Pablo II.
El 1 de noviembre de 2009 la catedral de la diócesis fue trasladada de la iglesia de Nuestra Señora del Valle a la de Nuestra Señora del Carmen.

## Estadísticas
Según el Anuario Pontificio 2022 la diócesis tenía a fines de 2021 un total de 187 000 fieles bautizados.
| Año                                                                             | Población            | Población | Población      | Sacerdotes | Sacerdotes    | Sacerdotes    | Bautizados por sacerdote | Diáconos permanentes | Religiosos | Religiosos | Parroquias |
| Año                                                                             | Bautizados católicos | Total     | % de católicos | Total      | Clero secular | Clero regular | Bautizados por sacerdote | Diáconos permanentes | Varones    | Mujeres    | Parroquias |
| ------------------------------------------------------------------------------- | -------------------- | --------- | -------------- | ---------- | ------------- | ------------- | ------------------------ | -------------------- | ---------- | ---------- | ---------- |
| 1966                                                                            | 190 000              | 210 000   | 90.5           | 34         | 27            | 7             | 5588                     |                      | 11         | 97         | 18         |
| 1970                                                                            | 200 000              | 210 000   | 95.2           | 31         | 22            | 9             | 6451                     |                      | 10         | 99         | 18         |
| 1976                                                                            | 190 000              | 200 000   | 95.0           | 25         | 22            | 3             | 7600                     |                      | 3          | 118        | 18         |
| 1980                                                                            | 210 700              | 221 800   | 95.0           | 27         | 17            | 10            | 7803                     |                      | 10         | 98         | 18         |
| 1990                                                                            | 120 402              | 134 207   | 89.7           | 24         | 20            | 4             | 5016                     |                      | 4          | 87         | 13         |
| 1999                                                                            | 132 600              | 170 000   | 78.0           | 32         | 26            | 6             | 4143                     |                      | 6          | 73         | 17         |
| 2000                                                                            | 133 000              | 172 000   | 77.3           | 33         | 28            | 5             | 4030                     | 1                    | 5          | 73         | 16         |
| 2001                                                                            | 144 431              | 155 191   | 93.1           | 27         | 25            | 2             | 5349                     | 1                    | 2          | 62         | 16         |
| 2002                                                                            | 144 431              | 155 191   | 93.1           | 26         | 25            | 1             | 5555                     | 1                    | 1          | 60         | 16         |
| 2003                                                                            | 144 431              | 155 191   | 93.1           | 27         | 25            | 2             | 5349                     | 1                    | 3          | 61         | 16         |
| 2004                                                                            | 144 431              | 155 191   | 93.1           | 29         | 25            | 4             | 4980                     | 1                    | 4          | 61         | 16         |
| 2006                                                                            | 147 000              | 158 000   | 93.0           | 38         | 35            | 3             | 3868                     | 1                    | 3          | 59         | 16         |
| 2013                                                                            | 161 000              | 171 600   | 93.8           | 30         | 26            | 4             | 5366                     | 2                    | 11         | 54         | 20         |
| 2016                                                                            | 166 083              | 176 798   | 93.9           | 31         | 25            | 6             | 5357                     | 10                   | 17         | 61         | 20         |
| 2019                                                                            | 173 878              | 197 930   | 87.8           | 34         | 28            | 6             | 5114                     | 13                   | 14         | 68         | 20         |
| 2021                                                                            | 187 000              | 202 740   | 92.2           | 28         | 23            | 5             | 6678                     | 14                   | 13         | 66         | 20         |
| Fuente: Catholic-Hierarchy, que a su vez toma los datos del Anuario Pontificio. |                      |           |                |            |               |               |                          |                      |            |            |            |

## Episcopologio
- Enrique Pechuán Marín † (18 de agosto de 1963-16 de diciembre de 1983 falleció)
- Omar Félix Colomé † (27 de septiembre de 1984-24 de junio de 2008 retirado)
- Santiago Olivera (24 de junio de 2008-28 de marzo de 2017 nombrado ordinario militar en Argentina)
- Hugo Ricardo Araya, desde el 2 de agosto de 2017

## Galería

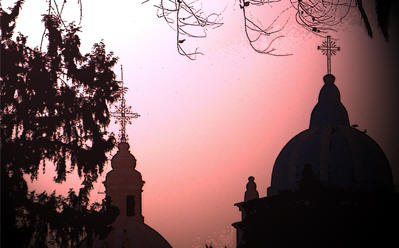
Vista de la cúpula de la catedral de Cruz del Eje
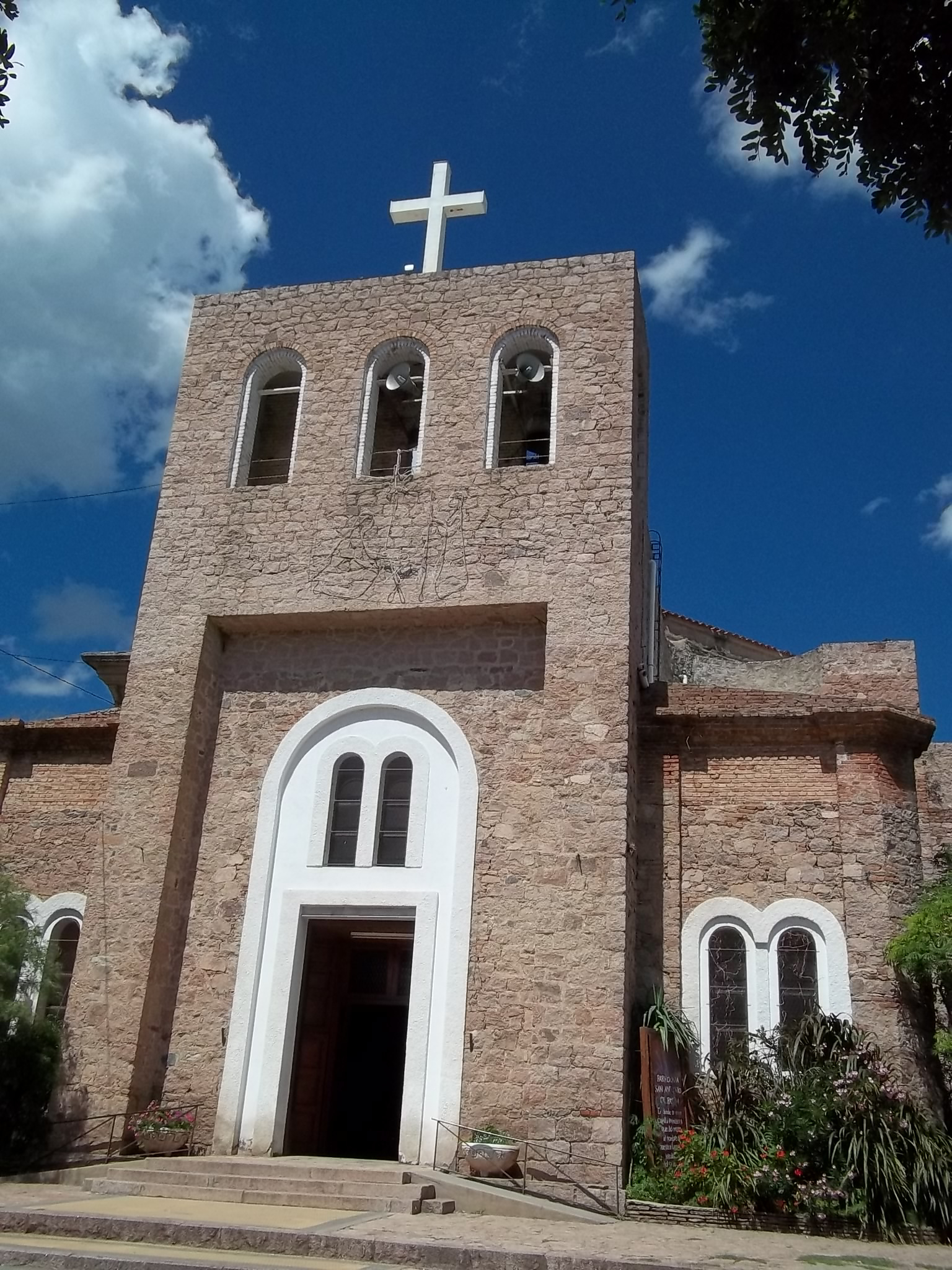
Oratorio de Capilla del Monte
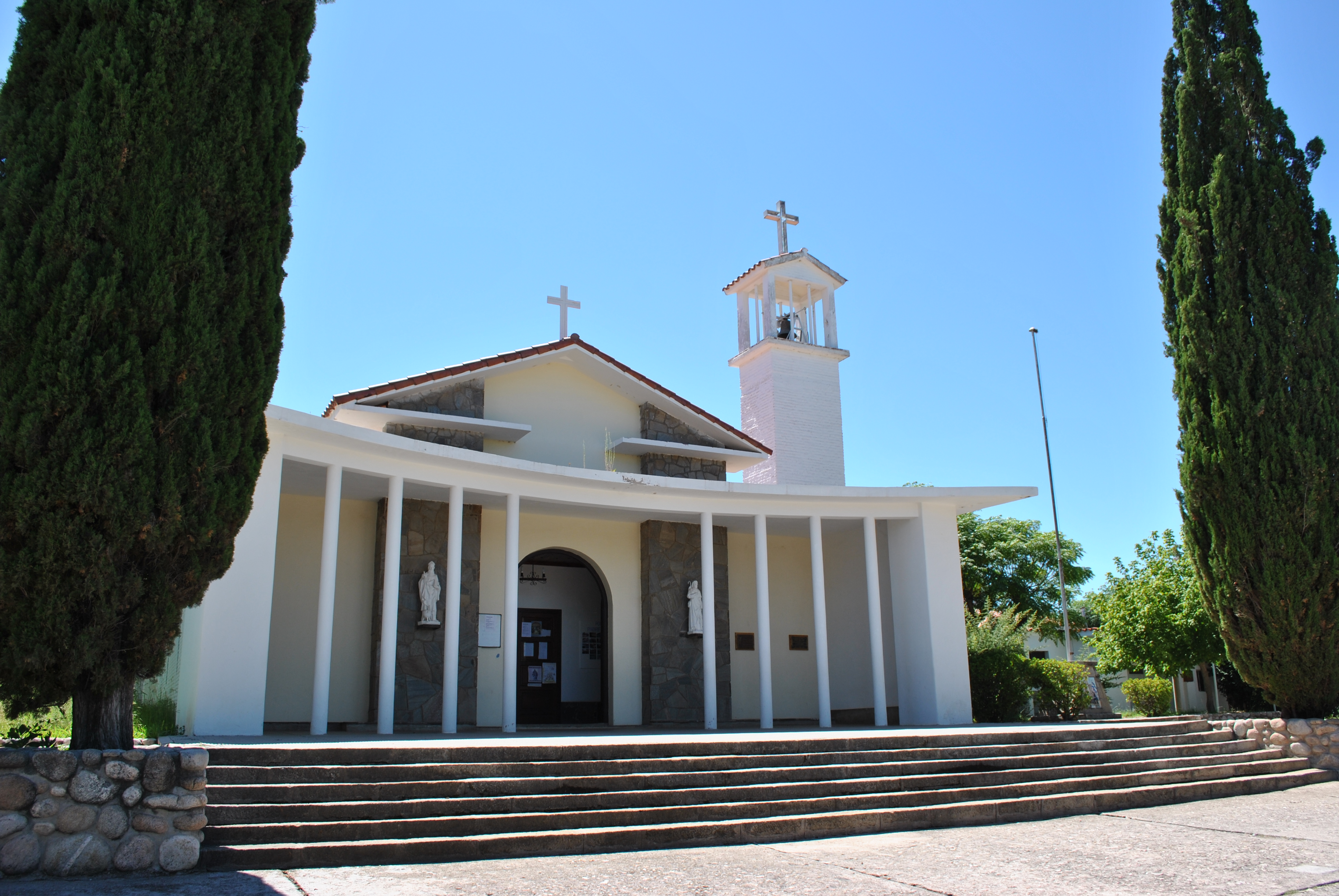
Parroquia Nuestra Señora del Perpetuo Socorro de Mina Clavero
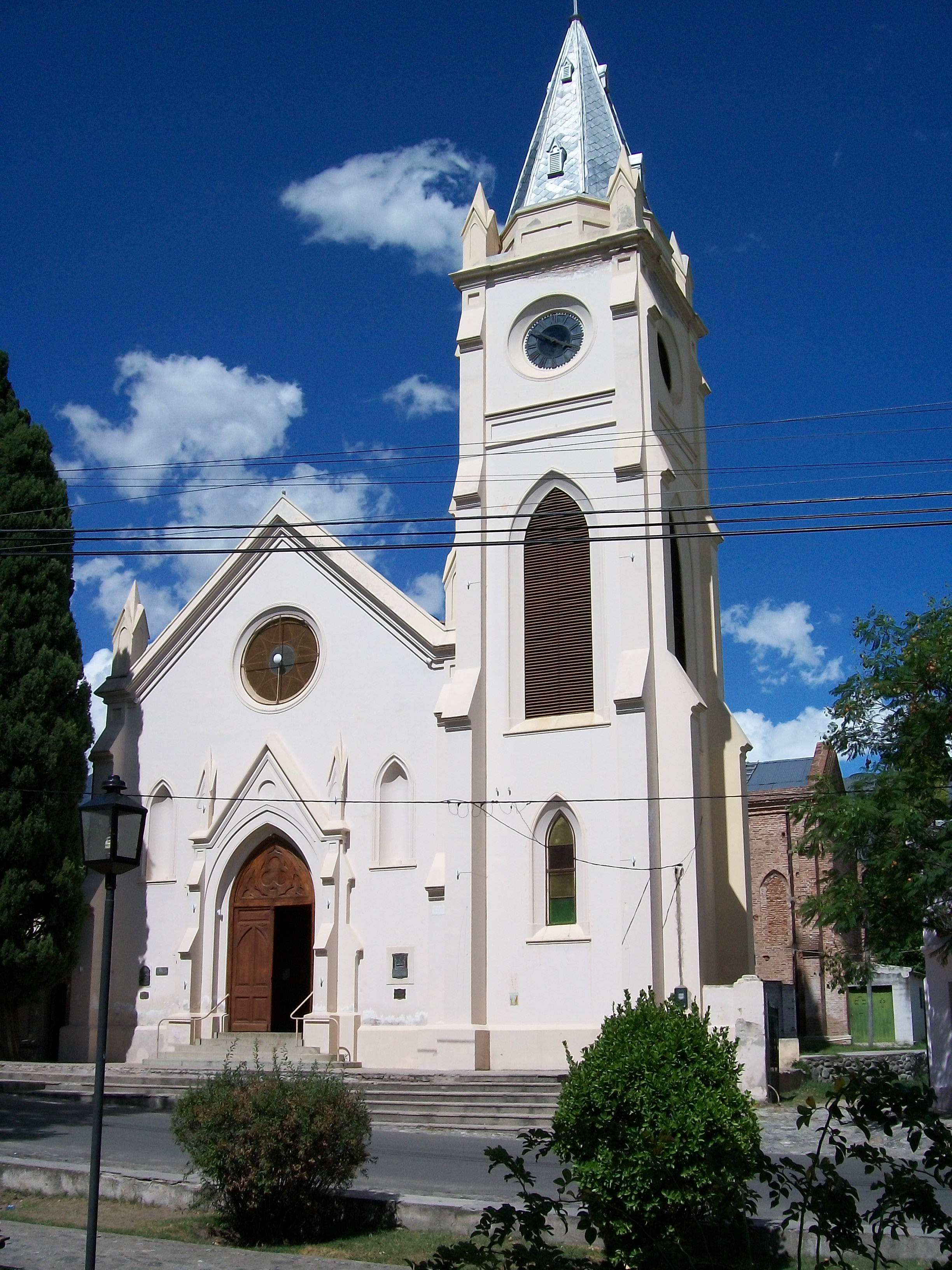
Iglesia de San Javier
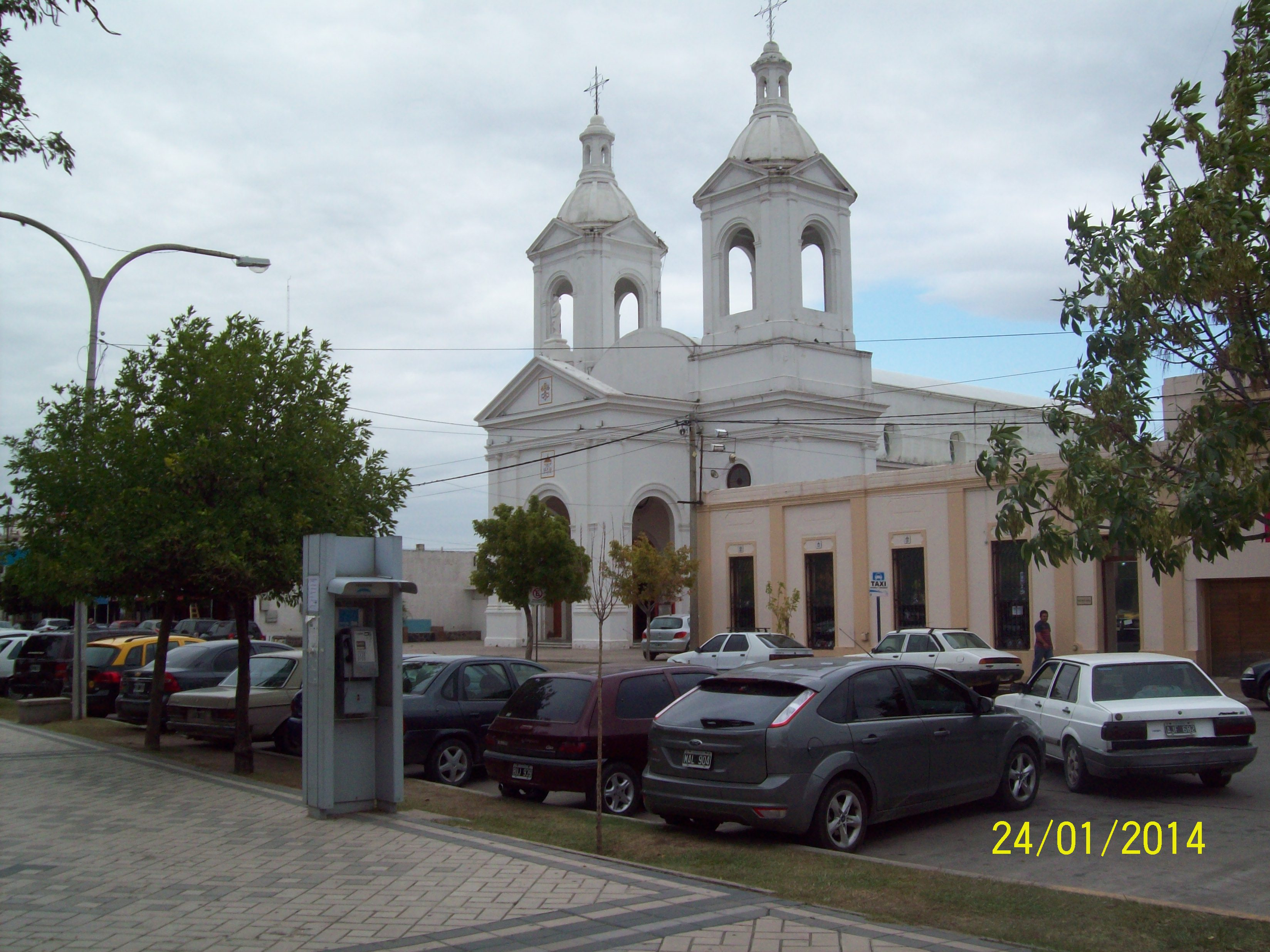
Iglesia Nuestra Señora de los Dolores de Villa Dolores